# Феликсово (Ленинградская область)
Фе́ликсово — деревня в Шумском сельском поселении Кировского района Ленинградской области.

## История
Деревня Филиксово упоминается на карте Санкт-Петербургской губернии Ф. Ф. Шуберта 1834 года.
На картах Ф. Ф. Шуберта 1844 года и С. С. Куторги 1852 года также обозначается как деревня Филиксово.

ФИЛИКСОВО — деревня принадлежит полковнице Куломзиной, число жителей по ревизии: 50 м. п., 50 ж. п. (1838 год)

ФЕЛИКСОВО — деревня госпожи Куломзиной, по просёлочной дороге, число дворов — 12, число душ — 47 м. п. (1856 год)

ФИЛИКСОВА — деревня владельческая при колодцах, число дворов — 12, число жителей: 45 м. п., 41 ж. п.  (1862 год)

В конце XIX века деревня административно относилась к Шумской волости 1-го стана Новоладожского уезда Санкт-Петербургской губернии, в начале XX века — 4-го стана.
С 1917 по 1919 год деревня Феликсово входила в состав Феликсовского сельсовета Шумской волости Волховского уезда.
С 1920 года в составе Горгальского сельсовета.
С 1924 года в составе Горского сельсовета.
Согласно данным переписи населения СССР 1926 года в деревне Феликсово проживали 176 человек — все русские.
С 1927 года в составе Мгинского района.
В 1928 году население деревни Феликсово также составляло 176 человек.
По данным 1933 года деревня называлась Филиксово и входила в состав Горского сельсовета Мгинского района.

План деревни Феликсово. 1941 год

Согласно топографической карте РККА 1941 года деревня называлась Филиксово и насчитывала 36 дворов.
С 1954 года в составе Шумского сельсовета.
В 1958 году население деревни Феликсово составляло 62 человека.
С 1960 года в составе Волховского района.
По данным 1966 и 1973 годов деревня Феликсово также находилась в подчинении Шумского сельсовета Волховского района.
По данным 1990 года деревня Феликсово входила в состав Шумского сельсовета Кировского района.
В 1997 году в деревне Феликсово Шумской волости проживали 9 человек, в 2002 году — также 9 человек (русские — 89 %).
В 2007 году в деревне Феликсово Шумского СП — 4, в 2010 году — 7 человек.

## География
Находится в восточной части района на автодороге 41К-536 (Горка — Горгала).
Расстояние до административного центра поселения — 6 км. Расстояние до ближайшей железнодорожной станции Войбокало — 6 км.
К западу от деревни протекает река  Гаричи (Войбокала).
Деревня граничит с землями запаса и с землями сельскохозяйственного назначения Шумского сельского поселения.

## Демография
| 1838 | 1862 | 1997 | 2007 | 2010 | 2011 | 2017 |
| ---- | ---- | ---- | ---- | ---- | ---- | ---- |
| 100  | ↘86  | ↘9   | ↘4   | ↗7   | →7   | ↘5   |

## Инфраструктура
По данным администрации на 2011 год деревня насчитывала 17 домов.